# تینا مورگان
تینا میشل تانریکولو (انگلیسی: Tina Michelle Tanrıkulu؛ نام زمان تولد: مورگان، متولد ۱۰ اوت ۱۹۸۲) مربی استرالیایی تکواندو و تکواندوکار بازنشسته بین‌المللی است. او نماینده استرالیا در المپیک تابستانی ۲۰۰۴ و ۲۰۰۸ بود که در المپیک ۲۰۰۸ پنجم شد. در سال ۲۰۰۶، مورگان اولین تکواندوکار استرالیایی شد که توانست عنوان قهرمانی جام جهانی را از آن خود کند. او در سال ۲۰۱۱ به عنوان مربی در باشگاه تکواندوی ترکیه آنکاراگوچو آغاز به کار کرد.